# وولکوو دول
وولکوو دول (به بلغاری: Vulkov dol) یک منطقهٔ مسکونی در بلغارستان است که در شهرستان گابروو واقع شده‌است.